# La gesta del marrano
La gesta del marrano es una novela histórica, escrita por el argentino Marcos Aguinis y publicada en 1991. Se desarrolla en el Virreinato del Perú durante el siglo XVII.
La novela cuenta la historia de Francisco Maldonado da Silva, un médico judío perseguido por la Inquisición. Se convierte en un defensor de la libertad de conciencia enfrentado al aparato inquisitorial de la época y a los prejuicios hacia los judíos.

## Estudios críticos
- López-Calvo, Ignacio (2002). Religión y militarismo en la obra de Marcos Aguinis, 1963-2000. Edwin Mellen Press. ISBN 0773472924. .
- Alcira Arancibia, Juana. La gesta literaria de Marcos Aguinis: ensayos críticos. Instituto literario y cultural hispánico. .

## Trivia
- El libro tiene 144 capítulos, número recurrente en los escritos judíos, por ser el 12 * 12 (12 simboliza el número de las tribus de Israel).

- Datos: Q6462749